# 巴加尔科特
巴加尔科特（Bagalkot），是印度卡纳塔克邦巴加尔科特县的一个城镇。总人口91596（2001年）。

## 人口
该地2001年总人口91596人，其中男性47357人，女性44239人；0—6岁人口11367人，其中男6095人，女5272人；识字率69.56%，其中男性为76.84%，女性为61.77%。